# ロ・ロール
L'Aurore（ロ・ロール）は、日本の芸能事務所。所在地は、東京都品川区北品川。社名の由来は、「夜明け」「オーロラ」を意味するフランス語から。

## 所属キャスト

### 男性
- 田中俊
- 藤田真人
- 阿部光浩
- 渡辺裕也
- 有岡蔵人
- 野中堅太
- 古川順
- HIDEKI WATANABE
- 川村朋栄
- 豊川智大
- 花田裕二郎
- 堀口恭平
- 宮沢天

### 女性
- 牧乃ミカ
- 颯木乃逢
- 橘佳世
- 戸井田奈都子
- 塩田瞳
- みっきー
- 川上清美
- 真愛
- 青木佑美子

### 業務提携
- オーラルヴァンパイア
- 曽根裕貴